# Denguélé
Denguélé är ett distrikt, till 2011 en region, i Elfenbenskusten. Det ligger i den nordvästra delen av landet, 400 km nordväst om huvudstaden Yamoussoukro. Antalet invånare var 436 015 vid folkräkningen 2021. Arean är 21 000 kvadratkilometer. Denguélé gränsar till Savanes och Woroba samt till Guinea och Mali.
Denguélé delas in i regionerna:
- Folon
- Kabadougou